# Hugo Lübeß
Hugo Lübeß (* 4. April 1903 in Korleput, Laage; † 9. November 1980 in Bad Schwartau) war ein deutscher Lehrer, Archivar und Heimatforscher.

## Leben
Er wurde als Sohn des Oberförsters Heinrich Lübeß in Korleput geboren und studierte Germanistik, Geschichte, Erdkunde und Philosophie in München, Berlin, Wien und Rostock. 1928 erwarb er den Doktortitel (Dr. phil.) in Rostock. Nach dem Staatsexamen  (1930) war er als Studienreferendar an der Aufbauschule Neukloster, ab 1931 ebenso am Gymnasium in Rostock tätig. 1932 kam er als Studienassessor an die Große Stadtschule zu Wismar und wurde gleichzeitig Ratsarchivar. Er wurde dort Mitbegründer des Heimatmuseums Wismar. Eintritt in die NSDAP 4. April 1933.
Nach dem Zweiten Weltkrieg kam er nach Aurich (Ostfriesland) und wurde dort Lehrer am Gymnasium Ulricianum. Er verfasste 1949 das erste Konzept für ein volkskundliches Museum in Aurich. Am Sitz der Regierung und der Ostfriesischen Landschaft solle ein Ort geschaffen werden, der das Leben auf der ostfriesischen Geest in allen seinen Facetten darstellt. Gefordert werde ein Museum, das Fragen beantwortet, forscht, vermittelt und der Wissenschaft verpflichtet ist.
1951 stellte die Ostfriesische Landschaft sogar ein Gebäude für das Museum zur Verfügung. Dennoch scheiterte der Plan, ein Museum einzurichten.
Lübeß wechselte 1951 nach Soest (Westfalen), war Lehrer am Aldegrever-Gymnasium und begründete dort mit seinem Kollegen Heinrich Scheele die Gesteinssammlung, die zu den größten öffentlichen Gesteinssammlungen in Nordrhein-Westfalen gehört.
Außerdem widmete er sich dem Aufbau der Sammlungen im Osthofentor, wo inzwischen im Osthofentor-Museum und im Burghofmuseum eine bedeutsame Armbrust-Sammlung präsentiert wird.

## Veröffentlichungen
- Hugo Lübeß: Die Ahnenhalle der Seestadt Wismar. 2. Aufl. Bartholdi. Wismar 1935.
- Hugo Lübetz (Lübeß): Friedrich Techen. In: Mecklenburgische Jahrbücher. Bd. 100 (1936), S. 281–290